# Manuel Ossorio y Bernard
Manuel Ossorio y Bernard (Algesires, 6 de desembre de 1839 - Madrid, 14 de setembre de 1904) va ser un periodista i escriptor polifacètic espanyol. Una de les seves obres més conegudes és el Viatge Crític al voltant de la Porta del Sol publicada en diversos lliuraments a partir de 1874. Va ser pare dels periodistes Ángel Ossorio, Carlos Ossorio i María d'Atocha Ossorio.

## Biografia
Manuel Ossorio y Bernard neix en una família de militars. El seu avi va ser Francisco de Paula Ossorio y Vargas, heroi del setge de Toló (1793) contra les tropes franceses i de la batalla naval del cap de Sant Vicent i ministre de la Marina. El pare, Manuel Ossorio i Mallén va ser un oficial d'artilleria que va abandonar la carrera militar per ocupar-se de ser administrador de Rendes Públiques. En una de les destinacions del pare, Algesires, va néixer Manuel. La seva infància va evolucionar a través dels viatges que realitzava la família a l'Espanya de mitjan segle xix. Quan tenia dotze anys la família es va establir a Madrid i poc després va quedar orfe a causa del còlera (una epidèmia que va flagel·lar Madrid el 1855). Un amic llunyà del pare li va proporcionar un treball de passant al Tribunal de Comptes. Va desenvolupar aquesta tasca des dels 17 fins als 26 anys. Poc després d'ingressar en aquest lloc es va casar amb Manuela Gallardo i varen tenir tres fills, Ángel, Carlos i María d'Atocha, tots ells vinculats posteriorment al món de la literatura i la política.
Manuel alternava el treball de funcionari amb el d'escriptor i periodista. Amb 21 anys escrivia articles a La Idea, que va dirigir des de 1859; també va dirigir El Teatro (1864), El Noticiero de España (1868), La Independencia Española (1868), La Gaceta Popular (1873), El Cronista (1885), Diario Oficial de Avisos, La Correspondance d'Espagne, La Edad Dichosa, La Il·lustració Catòlica i l'Agencia Fabra, i formava part de la tertúlia literària de «La guardilla dels genis», a la qual pertanyia també Nil Fabra. Produïa articles costumistes, comèdies, crítiques d'art, assaig. El seu treball com a crític li va atreure l'enemistat d'alguns dels seus contemporanis. En quaranta anys no va haver-hi periòdic madrileny que no publiqués un article seu: va ser redactor d'El Constitucional (1860), El Contemporáneo (1864), El Español (1865), La Ley (1867), Don Quijote (1869), Las Novedades (1870-1871), El Eco del Progreso (1872), El Cascabel, La Gaceta de Madrid, El Gobierno, El Dia, La Correspondencia de España i Gente Vieja. Com a bibliògraf se li deu un important Assaig d'un catàleg de periodistes espanyols del segle XIX (Madrid, 1904), d'on s'han tret part d'aquestes notícies, i com a biògraf una Galeria biogràfica d'artistes espanyols del segle XIX en dos volums. Va ser també redactor de la Gaceta de Madrid, secretari del Conservatori d'Arts i membre de les Societats Econòmiques i Literàries de Cadis, Màlaga, Lleida, Jerez de la Frontera, etcètera.
Va fundar i va dirigir dos periòdics infantils: La Niñez (1880-84) i El Mundo de los Niños (1886-88).[3]

## Obres
Va ser un autor prolífic que va abordar diverses branques del periodisme, l'assaig i l'escriptura per a nens i joves. Les seves obres van ser reunides de vegades en diferents col·leccions pòstumes:
- Obres escollides de D. Manuel Ossorio i Bernard, Madrid: Juan Pueyo, 1928.

### Obres biobibliogràfiques
- Galeria biogràfica d'artistes espanyols del segle XIX, 1868,[5] 1883-1884.[3]
- Anotacions per a un diccionari d'escriptores espanyoles del segle XIX (1889-1890).[a]
- Diccionari biogràfic internacional d'escriptors i artistes del segle XIX,[b] M. Guijarro, 1890.
- Assaig d'un catàleg de periodistes espanyols del segle XIX (Madrid, 1904).[6]
- Treballs sobre la vida literària, 1928.

### Narrativa
- Contes i succeïts 1884
- Novel·les inèdites, Editorial Ibero-americana, s. a.
- Contes, rondalles i llegendes en vers, 1884.

### Teatre
- Coberts a quatre reals (1866)
- Aventures! (1873)
- Cinc mil duros! (1876)
- Juan Tumbón (1886).
- Amb Francisco Muñoz Ruiz, Abd-el-Rhaman III: drama històric en tres actes i en vers, 1869.

### Costumisme
- Viatge Crític al voltant de la Porta del Sol en el qual descriu la història de la Porta del Sol en lliuraments a partir del 30 d'abril de 1874.
- Romancer de La nostra Senyora d'Atocha, publicat en 1863
- Llibre de Madrid i advertiment de forasters, 1892.
- La república de les lletres: quadres de costums literaris copiats Establicimiento tipogràfic d'I. Cuesta, 1877.
- Caràcters contemporanis 1891

### Poesia
- Assajos poètics
- Odes i Balades publicat en 1866
- Romancer de La nostra Senyora d'Atocha, publicat en 1863
- Romanços de cec

### Curiositats
- Novíssim diccionari de la llengua publicat en redondillas i cuartetas
- Progressos i extravagancias anotacions per a un llibre, 1887.